# Ingenieros Coliseum
Ingenieros Coliseum - przeznaczona do koszykówki hala sportowa znajdująca się w mieście Tegucigalpa, stolicy Hondurasu. W tej hali swoje mecze rozgrywa drużyna Nacional de Ingenieros, a także reprezentacja Hondurasu w koszykówce. Hala może pomieścić 10 000 widzów, wszystkie miejsca są siedzące.